# Bonded by Blood
| 전문가 평가                      | 전문가 평가 |
| 평가 점수                        | 평가 점수   |
| 출처                             | 점수        |
| -------------------------------- | ----------- |
| AllMusic                         | [ 2 ]       |
| Collector's Guide to Heavy Metal | 8/10        |
| Metal Forces                     | 10/10       |

《Bonded by Blood》는 미국의 스래시 메탈 밴드 엑소더스의 데뷔 스튜디오 음반이다. 이 음반은 1984년 여름에 완성되었지만 엑소더스와 음반사와의 문제로 1985년까지 발매되지 않았다. 이 음반은 역대 가장 영향력 있는 스래시 메탈 음반 중 하나로 여겨진다. 이 음반은 또한 엑소더스의 정규 음반 중 폴 발로프가 보컬로 참여한 유일한 음반이지만, 그는 1982년 데모에도 참여했고 1997년 라이브 음반 《Another Lesson in Violence》에도 참여했다.
2008년, 엑소더스는 《Bonded by Blood》를 재녹음하고 《Let There Be Blood》로 재발매했으며, 드러머 톰 헌팅과 기타리스트 게리 홀트 외에 새로운 멤버 라인업이 등장했다.

## 배경
《Bonded by Blood》는 원래 제목이 《A Lesson in Violence》였으나 적절한 커버 아이디어를 찾을 수 없자 이름을 바꾸었다. 1984년 여름 늦게 음반이 완성되자 (원제의) 사전 카세트 복사본이 테이프 트레이딩 네트워크를 통해 널리 배포되어 공식적인 LP 발매 전 언더그라운드에서 엄청난 화제를 일으켰다. 그러나 커버 아트의 문제 때문에 발매가 지연되었다.
〈Impaler〉는 원래 《Bonded by Blood》에 수록될 예정이었으나, 커크 해밋이 메인 리프를 메탈리카에 합류하면서 폐기되었다(〈Trapped Under Ice〉에 사용되었다).

## 커버 아트
오리지널 음반 커버 아트는 선과 악이 결합된 쌍둥이 유아들의 삽화였다. 1989년 재발매의 경우 이 커버는 군중의 빨간색과 검은색 이미지의 밴드 로고로 대체되었다. 이 음반은 1989년 스티브 소우자가 보컬로 피처링한 컴뱃 레코드의 두 개의 라이브 트랙과 함께 1999년 유럽에서만 마스터링되어 재발매되었다. 센츄리 미디어 레코드의 이번 재발매는 오리지널 쌍둥이 커버 아트를 복원했다.

## 곡 목록
모든 곡들은 특별한 언급이 없는 한 게리 홀트에 의해 작곡하였다.
| #  | 제목                         | 작사                      | 작곡            | 재생 시간 |
| -- | ---------------------------- | ------------------------- | --------------- | --------- |
| 1. | 〈Bonded by Blood〉          | 폴 발로프, 홀트           |                 | 3:43      |
| 2. | 〈Exodus〉                   | 발로프, 홀트              |                 | 4:05      |
| 3. | 〈And Then There Were None〉 | 홀트, 톰 헌팅             |                 | 4:40      |
| 4. | 〈A Lesson in Violence〉     | 홀트                      | 홀트, 릭 휴놀트 | 3:49      |
| 5. | 〈Metal Command〉            | 발로프, 홀트, 마크 휘태커 |                 | 4:13      |

| #  | 제목                    | 작사         | 작곡         | 재생 시간 |
| -- | ----------------------- | ------------ | ------------ | --------- |
| 6. | 〈Piranha〉             | 발로프       |              | 3:45      |
| 7. | 〈No Love〉             | 발로프       |              | 5:08      |
| 8. | 〈Deliver Us to Evil〉  | 홀트, 휘태커 | 홀트, 휴놀트 | 7:07      |
| 9. | 〈Strike of the Beast〉 | 발로프, 홀트 |              | 3:57      |